# Олімпік (Кропивницький)
«Олімпік» — український футбольний клуб з міста Кропивницького. Виступав у другій лізі чемпіонату України з футболу 2007/2008. 2008 року перейменований на «Зірку». У 2009 році відроджений під назвою «Олімпік». Виступає в першій лізі чемпіонату Кіровоградської області, а команда «Олімпік-СДЮШОР-2» — в чемпіонаті України серед юніорів (U-19).

## Історія
Іще в квітні 2000 року команда ДЮФК «Олімпік» зайняла перше місце на Міжнародному турнірі «Дружба народів», який проходив у Севастополі, наступного року виграла «Кубок Алустон» (Алушта). Команда ДЮФК постійно брала участь у чемпіонаті дитячо-юнацької футбольної ліги України і в першості Кіровоградської області.
| Рік    | Ліга, зона, група | I | В | Н | П | РМ   | О | Місце  |
| ------ | ----------------- | - | - | - | - | ---- | - | ------ |
| 2007   | Група 1-5         | 6 | 1 | 0 | 5 | 3−22 | 3 | 4 із 4 |
| Усього | 1 чемпіонат       | 6 | 1 | 0 | 5 | 3−22 | 3 |        |

Для виступів у чемпіонаті України, за рішенням комісії обласної ради «Олімпік» на рік отримав в оренду стадіон «Зірка».

### Сезон 2007/08
13 липня 2007 року «Олімпік» отримав статус професіонального клубу. Перший матч у чемпіонаті клуб провів 25 липня 2007 року на стадіоні «Азовець» у Маріуполі проти «Іллічівця-2». Матч закінчився з рахунком 1:0 на користь маріупольської команди.
У чемпіонаті України «Олімпік» провів 34 гри:
| Сезон     | Ліга, група         | І  | В | Н | П  | РМ    | О  | Місце   |
| --------- | ------------------- | -- | - | - | -- | ----- | -- | ------- |
| 2007/2008 | Друга ліга, група Б | 34 | 6 | 7 | 21 | 33−66 | 25 | 17 з 18 |

У розіграшах Кубка України команда зіграла один матч — матч першого попереднього етапу Кубка України проти броварського «Нафкому», який відбувся 20 липня 2007 року на стадіоні «Спартак» у Броварах. Кіровоградці програли з рахунком 0:5.
| Сезон     | Етап         | І | В | Н | П | РМ  | О |
| --------- | ------------ | - | - | - | - | --- | - |
| 2007/2008 | I попередній | 1 | 0 | 0 | 1 | 0−5 | 0 |

15 липня 2008 року «Олімпік» було перейменовано на «Зірку».

### Відновлення
У сезоні 2009/2010 років «Олімпік» брав участь у змаганнях на Кубок Ліги. На першому етапі команда посіла третє (останнє) місце у своїй групі, однак завдяки виключенню зі змагань команди «Дніпро-75», що посіла друге місце в групі, «Олімпік» пройшов до другого етапу, де програв команді «Іллічівець-2» з Маріуполя.
| Сезон     | Етап   | І | В | Н | П | РМ   | О |
| --------- | ------ | - | - | - | - | ---- | - |
| 2009/2010 | Другий | 5 | 0 | 2 | 3 | 4−11 | 2 |

Того ж року команда знову зіграла у чемпіонаті України серед аматорів, програвши усі 6 ігор у групі і в наступних роках продовжила виступати на цьому рівні
| Рік       | Ліга, зона, група | I  | В | Н | П  | РМ    | О  | Місце    |
| --------- | ----------------- | -- | - | - | -- | ----- | -- | -------- |
| 2009      | Група 3           | 6  | 0 | 0 | 6  | 3−15  | 0  | 4 із 4   |
| 2010      | Група 3           | 8  | 2 | 0 | 6  | 7−21  | 6  | 5 із 5   |
| 2011      | Група 3           | 10 | 0 | 3 | 7  | 3−22  | 3  | 6 із 6   |
| 2012      | Група 2           | 3  | 0 | 0 | 3  | 1−10  | 0  | 5 із 5   |
| 2014      | Група 3           | 6  | 0 | 0 | 6  | 4−29  | 0  | 4 із 4   |
| 2017/2018 | Група 3           | 16 | 0 | 2 | 14 | 11−81 | 2  | 9 із 9   |
| 2018/2019 | Група 2           | 22 | 2 | 1 | 19 | 19−95 | 5  | 11 із 12 |
| 2019/2020 | Група 2           | 22 | 2 | 0 | 20 | 19−56 | 4  | 12 із 12 |
| Усього    | 8 чемпіонатів     | 93 | 6 | 6 | 81 | −     | 24 |          |

Восени 2011 року клуб подав до ПФЛ України заявку на проходження процедури атестування, щоб отримати можливість взяти участь у другій лізі чемпіонату України 2012/13, але статус не отримав і продовжив виступи на аматорському рівні.

## Досягнення
- Найбільша перемога: 2:0 («Газовик-ХГВ», 14 вересня 2007 року, Краснокутськ)
- Найбільша поразка: 0:6 («Гірник» КР, 19 серпня 2007 року, Кривий Ріг, друга ліга чемпіонату України; ФК «Велика Багачка», 30 травня 2007 року, Велика Багачка, чемпіонат ААФУ)